# جورج دبلن
جورج دبلن (بالإنجليزية: George Dublin)‏ (مواليد 11 فبراير 1977 في أنتيغوا وبربودا) لاعب كرة قدم أنتيغوي دولي يجيد اللعب في خط الدفاع . يلعب حاليا لصالح نادي هوبرز من أنتيغوا وبربودا منذ 2008 .

## روابط خارجية
- جورج دبلن على موقع الاتحاد الدولي (مؤرشف)  (الإنجليزية)
- جورج دبلن على موقع قاعدة بيانات كرة القدم.إي يو (الإنجليزية)
- جورج دبلن على موقع ناشيونال فوتبول تيمز (الإنجليزية)
- جورج دبلن على موقع كووورة